# 三品仲治
三品 仲治（みしな ちゅうじ、生没年不詳）は、新選組隊士。仲司とも。
入隊は文久3年秋以降。元治元年6月5日の池田屋事件では、土方歳三の隊に所属し、屋内にて奮戦した。後に褒賞金として十七両を得ている。
同年12月の編成では、松原忠司の七番大炮組に所属しているが、それ以後行方不明。慶応元年に脱走したという説がある。
異説の三品一郎と同一人物ならば、明治以降も生存している。もしくは戦死。